# Oh! (Lied)
Oh! ist ein Lied der südkoreanischen K-Popgruppe Girls’ Generation aus dem Jahr 2010. Es wurde von Kenzie, Kim Yeong-hu und Kim Jeong-bae geschrieben und ist das Titellied des gleichnamigen Albums Oh!. Das Lied erreicht die Spitzenposition der südkoreanischen Gaon Charts und lässt sich sowohl dem Dance- als auch dem Elektropop zuordnen.

## Überblick
Das Lied handelt von einer jungen Frau, die ihren Freund liebt, sich aber dennoch nicht entscheiden kann, ob sie lieber zu einem anderen wechseln sollte. „Oh!“ wurde bereits am 25. Januar 2010 zum Download veröffentlicht und entwickelte sich schnell zu einem großen Hit in Südkorea. Drei Tage später, am 28. Januar, erschien schließlich das Album Oh!. Die Choreografie zu dem Titel stammt von Rino Nakasone.
Im Dezember 2010 wurde bekanntgegeben, dass „Oh!“ die dritte japanische Single von Girls’ Generation wird und am 2. Februar 2011 in Japan erscheinen soll. Allerdings erschien am 25. Januar 2011 „Run Devil Run“ als dritte japanische Single.

## Musikvideo
Das Musikvideo zu „Oh!“ erschien am 27. Januar 2010. Regie führte hier Cheo Soo-hyun. Zusätzlich wurde auch noch eine Tanzversion des Musikvideos veröffentlicht. In dem Musikvideo tragen die neun Mädchen Cheerleader-Kleidung. Die Nummern, welche auf den Kleidungsstücken abgebildet sind, haben sie sich zuvor selber ausgesucht.
| Nummer | Sängerin |
| ------ | -------- |
| 0      | Tiffany  |
| 7      | Yoona    |
| 9      | Taeyeon  |
| 11     | Seohyun  |
| 12     | Sunny    |
| 21     | Yuri     |
| 22     | Jessica  |
| 24     | Sooyoung |
| 32     | Hyoyeon  |

## Promotion
Der Titel wurde erstmals live am 30. Januar 2010 in der Sendung Music Core von MBC aufgeführt. Bei ihren Comeback in der Sendung Music Bank gewann die Gruppe den „K-Chart“ gegen C.N. Blue und 2PM und brach mit 23.077 Punkten den Rekord für das höchste Ergebnis.
In der Musiksendung Music Core traten Girls’ Generation zu Ehren der Eiskunstlauf-Goldmedaillengewinnerin Kim Yu-na am 6. März 2010 mit „Oh!“ in „Lotte World's Ice Skating Rink“ auf. Eine Woche darauf, am 13. März beendete die Band ihre Promotion für „Oh!“ in Music Cores Goodbye Stage.

## Kommerzieller Erfolg

### Chartplatzierungen
| ChartsChartplatzierungen | Höchstplatzierung | Wochen |
| ------------------------ | ----------------- | ------ |
| Südkorea (KMCA)          | 1 (17 Wo.)        | 17     |

| ChartsJahrescharts (2010) | Platzierung |
| ------------------------- | ----------- |
| Südkorea (KMCA)           | 5           |

### Auszeichnungen
Das Lied wurde von dem südkoreanischen Musikportal Bugs als Bestes Lied des Jahres ausgezeichnet. Am 30. Dezember 2010 wurde Oh! im Zuge des KBS Music Festivals als Lied des Jahres ausgezeichnet.